# Apollonios de Tralles
Pour les articles homonymes, voir Apollonios.
Apollonios de Tralles est un sculpteur grec qui vivait vers 200 av. J.-C. 
Il exécuta, avec Tauriscus de Tralles, le fameux groupe connu sous le nom de Taureau Farnèse, et qui a été restauré plus ou moins heureusement par B. Bianchi de Milan. Ce groupe a été découvert en 1545 dans les thermes de Caracalla à Rome. Il est aujourd'hui au Musée archéologique national de Naples. 
Suivant Pline l'Ancien, il a été sculpté dans un seul bloc de marbre. Le sujet est Amphion et Zéthus attachant Dircé aux cornes d'un taureau, une partie seulement est antique ; le reste est restauré. 

## Source
Cet article comprend des extraits du Dictionnaire Bouillet. Il est possible de supprimer cette indication, si le texte reflète le savoir actuel sur ce thème, si les sources sont citées, s'il satisfait aux exigences linguistiques actuelles et s'il ne contient pas de propos qui vont à l'encontre des règles de neutralité de Wikipédia.
- VIAF
- GND